# Mimosa tobatiensis
Mimosa tobatiensis är en ärtväxtart som beskrevs av Rupert Charles Barneby och Renée Hersilia Fortunato. Mimosa tobatiensis ingår i släktet mimosor, och familjen ärtväxter. Inga underarter finns listade i Catalogue of Life.